# Ciekawość (serial telewizyjny)
Ciekawość (ang. Curiosity; pełny tytuł promocyjny: Curiosity: The Questions of Life) – amerykański serial popularnonaukowy stworzony przez telewizję Discovery Channel. Każdy odcinek skupia się na konkretnym zagadnieniu z dziedziny nauki, technologii czy socjologii i prowadzony jest przez inną osobę związaną z nauką lub popkulturą. Pierwsza seria liczyć ma szesnaście odcinków.
Premiera serialu w Stanach Zjednoczonych miała miejsce 7 sierpnia 2011 roku o godzinie dwudziestej, w Polsce – 6 września 2011 o godzinie dwudziestej drugiej. Narratorem polskiej wersji został Piotr Fronczewski. W Polsce kilka pierwszych odcinków wyemitowano w zmienionej kolejności, pozostałe wyświetlano zgodnie z oryginalną amerykańską numeracją. 2 grudnia 2011 roku polski oddział Discovery Channel wyemitował ostatni odcinek pierwszej serii, Jak działają narkotyki?, w następnych tygodniach we wtorki o godzinie 22.00 (uprzednio w tym paśmie nadawano premierowe odcinki) emitując powtórki, chociaż trzy odcinki – What Really Lies Beneath Egypt?, Titanic: What Sank Titanic? i What Destroyed Atlantis? – dotąd nie doczekały się emisji w wersji polskiej.

## Realizacja serialu
Stworzenie projektu Curiosity: The Questions of Our Life ogłoszone zostało we wrześniu 2009 roku. Założeniem przedsięwzięcia było odpowiedzieć na pytania i tajemnice związane z takimi dziedzinami jak biologia, geologia, medycyna, kosmologia, fizyka, technologia, natura, archeologia, historia czy umysł człowieka. Koszt produkcji każdego odcinka oszacowany został na około milion dolarów, zaś sam projekt miał być dla Discovery przełomowym osiągnięciem, porównywanym do Planety Ziemi i Life BBC. Pierwotnie premiera serialu miała mieć miejsce w styczniu 2011 roku, zaś w ciągu pięciu lat miesięcznie miało być emitowanych dwanaście godzinnych odcinków. W roli gospodarza Curiosity: The Questions of Our Life chciano obsadzić Dana Riskina.

## Lista odcinków
| #  | Tytuł oryginalny | Tytuł polski               | Premiera w USA       | Premiera w Polsce    | Prowadzący         |
| -- | --- | -------------------------- | -------------------- | -------------------- | ------------------ |
| 1  | Did God Create the Universe? | Kto stworzył Wszechświat?  | 7 sierpnia 2011      | 6 września 2011      | Stephen Hawking    |
| 1  | Zagadnienie stworzenia Wszechświata analizowane jest z punktu widzenia nauki, głównie fizyki, oraz religii chrześcijańskiej. |                            |                      |                      |                    |
| 2  | Alien Invasion: Are We Ready? | Inwazja z Kosmosu          | 14 sierpnia 2011     | 20 września 2011     | Michelle Rodriguez |
| 2  | Fizycy, astrobiolodzy, doradcy rządowi i stratedzy wojskowi starają się stworzyć wiarygodny naukowo scenariusz inwazji Obcych na Ziemię, uwzględniając jego prawdopodobieństwo, przyczyny, przebieg oraz możliwości obrony Ziemian. |                            |                      |                      |                    |
| 3  | Why is Sex Fun? | Świat seksualnych doznań   | 21 sierpnia 2011     | 13 września 2011     | Maggie Gyllenhaal  |
| 3  | Seksuolodzy badają zjawisko kobiecego orgazmu, starając się dowiedzieć, dlaczego kobietom trudniej jest go osiągnąć, co można zrobić, aby do niego doprowadzić oraz jaka jest jego rola z punktu widzenia ewolucji.                 |                            |                      |                      |                    |
| 4  | Titanic: What Sank Titanic? |                            | 28 sierpnia 2011     | bd.                  | Bill Paxton        |
| 4  | Próba szczegółowego odtworzenia przyczyn zatonięcia Titanica na podstawie zachowanych danych dotyczących tragedii. |                            |                      |                      |                    |
| 5  | Parallel Universes: Are They Real? | Wszechświat równoległy     | 4 września 2011      | 27 września 2011     | Morgan Freeman     |
| 5  | Naukowcy rozważają możliwość istnienia światów równoległych, znajdowania się w dwóch miejscach jednocześnie oraz zastanawiają się, czy czarne dziury mogą być portalem prowadzącym do innego uniwersum.                             |                            |                      |                      |                    |
| 6  | What’s Beneath America? | Narodziny Ameryki          | 11 września 2011     | 11 października 2011 | Martin Sheen       |
| 6  | Analiza geologicznego ukształtowania się Ameryki. |                            |                      |                      |                    |
| 7  | How the World Might End? | Koniec świata              | 18 września 2011     | 4 października 2011  | Samuel L. Jackson  |
| 7  | Naukowa analiza najbardziej możliwych przyczyn końca świata, uwzględniająca zderzenie się Ziemi wielką planetoidą, wybuch superwulkanu Yellowstone, olbrzymie trzęsienie ziemi, gigantyczną falę tsunami oraz tzw. perfect storm.   |                            |                      |                      |                    |
| 8  | What Destroyed Atlantis? |                            | 25 września 2011     | bd.                  | Terry O’Quinn      |
| 8  | Dyskusja na temat zniknięcia Atlantydy. |                            |                      |                      |                    |
| 9  | I, Caveman: Part I | Ja, jaskiniowiec: Część I  | 2 października 2011  | 18 października 2011 | Morgan Spurlock    |
| 9  | Grupa kobiet i mężczyzn, w tym filmowiec Morgan Spurlock, poddaje się eksperymentowi, w którym próbują przetrwać w dziczy wykorzystując jedynie technologie z epoki kamienia.                                                       |                            |                      |                      |                    |
| 10 | I, Caveman: Part II | Ja, jaskiniowiec: Część II | 2 października 2011  | 25 października 2011 | Morgan Spurlock    |
| 10 | Grupa kobiet i mężczyzn, w tym filmowiec Morgan Spurlock, poddaje się eksperymentowi, w którym próbują przetrwać w dziczy wykorzystując jedynie technologie z epoki kamienia.                                                       |                            |                      |                      |                    |
| 11 | What Really Lies Beneath Egypt? |                            | 9 października 2011  | bd.                  | Brendan Fraser     |
| 11 | Dotychczas odkryto zaledwie jeden procent pozostałości po starożytnym Egipcie. Przy wykorzystaniu „archeologii satelitarnej” twórcy odcinka starają się odtworzyć panoramę Egiptu sprzed czterech tysięcy lat.                      |                            |                      |                      |                    |
| 12 | Can We Really Live Forever? | Czy możemy żyć wiecznie?   | 16 października 2011 | 1 listopada 2011     | Adam Savage        |
| 12 | Prowadzący Pogromców mitów pokazuje, co mogłoby się stać, gdyby ludzie mogli żyć wiecznie i wysnuwa hipotezy, kiedy – i czy w ogóle – może to nastąpić.                                                                             |                            |                      |                      |                    |
| 13 | World’s Dirtiest Man | Co żyje na moim ciele?     | 23 października 2011 | 8 listopada 2011     | Mike Rowe          |
| 13 | Mike Rowe, gospodarz programu Brudna robota, postanawia zostać królikiem doświadczalnym w eksperymencie mającym pokazać organizmy zamieszkujące ludzkie ciało.                                                                      |                            |                      |                      |                    |
| 14 | How Evil Are You? | Istota zła                 | 30 października 2011 | 15 listopada 2011    | Eli Roth           |
| 14 | Twórcy odcinka starają się odpowiedzieć, czy człowiek rodzi się zły, czy zło kształtuje się dopiero w procesie enkulturacji. |                            |                      |                      |                    |
| 15 | Life Before Birth | Cud narodzin               | 6 listopada 2011     | 22 listopada 2011    | Courteney Cox      |
| 15 | Przy użyciu najnowszych technologii naukowcy badają rozwój płodu w łonie matki. |                            |                      |                      |                    |
| 16 | What’s America Worth? | Ile jest warta Ameryka?    | 13 listopada 2011    | 29 listopada 2011    | Donald Trump       |
| 16 | Donald Trump próbuje odpowiedzieć na pytanie, ile warta byłaby Ameryka, gdyby na sprzedaż wystawiono należące do niej ziemie, domy, zasoby wody pitnej itd.                                                                         |                            |                      |                      |                    |
| 17 | Your Body on Drugs | Jak działają narkotyki?    | 20 listopada 2011    | 2 grudnia 2011       | Robin Williams     |
| 17 | Kilkoro ochotników zażywa marihuanę, kokainę, heroinę i metamfetaminę, aby sprawdzić, jak narkotyki wpływają na koncentrację, siłę, zachowanie w sytuacjach kryzysowych oraz czym może skutkować ich długotrwałe zażywanie.         |                            |                      |                      |                    |